# Experiencia Rosario
«Experiencia Rosario» es el nombre que recibe un experimento social realizado en 1958 por un grupo de psicólogos en la ciudad de Rosario, Santa Fe, Argentina, en el cual se trabajó con mil estudiantes y profesores universitarios divididos en 30 grupos. Se trató de la primera experiencia con Grupos Operativos en la Facultad de Ciencias Económicas de Rosario. Fue una experiencia considerada «mística» y fundacional de la teoría de Enrique Pichon-Rivière.

## Experiencia grupal
En 1958, Enrique Pichon-Rivière, psicólogo argentino que creó la teoría de grupo conocida como grupo operativo, organizó la llamada "Experiencia Rosario", experiencia en la cual se formaron grupos heterogéneos coordinados por un equipo para reflexionar sobre temas cotidianos que más tarde serían debatidos en el grupo general. Se trataba de una experiencia de trabajo en comunidad. El objetivo de la experiencia de laboratorio social era el trabajo en comunidad, con el empleo de ciertas técnicas y la aplicación de una didáctica interdisciplinaria en una ciudad del interior de la Argentina.
Pichon-Rivière planeó y organizó esta experiencia vivencial con grupos de reflexión en Rosario, en la que se trabajó con mil estudiantes y profesores universitarios  divididos en 30 grupos. Pichón-Rivière había preparado al equipo que iba a coordinar la experiencia mediante técnicas grupales. En los sitios concurridos por estudiantes se había publicitado la realización de la experiencia mediante afiches.
Durante la experiencia también se organizó un seminario psicoanalítico para poner a punto las técnicas operativas, objetivo primordial de la experiencia. La experiencia de grupos operativos se hizo en el Instituto Argentino de Estudios Sociales (IADES), que había sido fundado por Pichón-Rivière y Gino Germani y se realizó con la colaboración de la Facultad de Ciencias Económicas, el Instituto de Estadística de la Facultad de Filosofía, el Departamento de Psicología y la Facultad de Medicina de Rosario. Fue un productivo fin de semana entero en el que se reunieron estudiantes y docentes para trabajar juntos. Entre los integrantes de la experiencia se encontraban reconocidos psicólogos argentinos, como David Liberman o Fernando Ulloa, bajo la dirección y supervisión de Pichón-Rivière.
Los resultados obtenidos, resultados operativos, dieron cuenta de la importancia y de los efectos de la situación grupal. La síntesis se hizo a través de un "Acta de fundación" de los Grupos Operativos que, posteriormente, fue conceptualizada por sus discípulos. Esta experiencia grupal dio origen a gran parte de la conceptualización teórica de Enrique Pichon-Rivière y a la técnica del grupo operativo. Estas prácticas sirvieron para interpelar el psicoanálisis desde el punto de vista comunitario y social.
Se trató de una experiencia vivencial de laboratorio social, con el empleo de ciertas técnicas y la aplicación de una didáctica interdisciplinaria. Fernando Ulloa dijo: «Fue la marca más temprana, para mí y para los que ahí estábamos, de las experiencias comunitarias explícitas».